# Favism
Favismul sau deficitul de glucoză-6-fosfat dehidrogenază (G6PDD) este o boală care apare în general în urma consumului semințelor leguminoasei bob (fasole fava), fiind observată la persoanele ce au un deficit enzimatic eritrocitar ereditar. Maladia prezintă următoarele simptome: icter (chiar și la nou-născuți) hemolitic cu anemie și hemoglobinurie (descompunerea globulelor roșii), oboseală, tulburări digestive, febră, urină închisă la culoare și dificultăți de respirație. Este cea mai comună anemie din categoria deficitului de enzime la nivel mondial. De cele mai multe ori, cei care sunt afectați nu au simptome.
Este o tulburare recesivă relaționată cu cromozomul X care are ca rezultat enzima glucozo-6-fosfat dehidrogenază defectuoasă. Glucozo-6-fosfat dehidrogenaza este o enzimă care protejează celulele roșii din sânge (cele care transportă oxigenul de la plămâni la țesuturile din organism). Un defect al enzimei duce la descompunerea prematură a acestor globule roșii. Această distrugere se numește hemoliză. Ruperea globulelor roșii poate fi declanșată de infecții, anumite medicamente, stres sau alimente precum fasolea fava (bob). În funcție de mutația specifică, severitatea afecțiunii poate varia. Diagnosticul se bazează pe simptome și este verificat cu teste de sânge și teste genetice.
Persoanele afectate trebuie să evite factorii declanșatori dietetici, în special acest tip de fasole. Acest lucru poate fi dificil, deoarece fasolea poate fi găsită în multe alimente produse industrial, sub formă întreagă sau sub formă de făină. Falafelul este probabil cel mai cunoscut, dar această fasole este adesea folosită și ca umplutură în chiftele și în alte alimente. Deoarece deficiența de G6PD nu este o alergie, reglementările alimentare din majoritatea țărilor nu impun ca boabele fava să fie evidențiate ca alergen pe etichetă.
Tratamentul episoadelor acute poate include medicamente pentru infecție, întreruperea medicamentului declanșator sau transfuzii de sânge. Icterul la nou-născuți poate fi tratat prin fototerapie cu lămpi ultraviolete. Se recomandă ca oamenii să fie testați pentru G6PDD înainte de a lua anumite medicamente, cum ar fi primachina.
Aproximativ 400 de milioane de oameni au această afecțiune la nivel global. Este deosebit de comună în anumite părți ale Africii, Asiei, Mediteranei și Orientului Mijlociu. Bărbații sunt afectați mai des decât femeile. În 2015 se credea că s-a soldat cu 33.000 de decese.